# Tannheimer Berge
Tannheimer Berge – podgrupa pasma Alp Algawskich. Leży na pograniczu Niemiec (Bawaria) i Austrii (Tyrol). Nazwa pochodzi od miejscowości Tannheim w austriackim Tyrolu.
Najwyższe szczyty:
- Kellenspitze (2.238 m),
- Gimpel (2.176 m),
- Gehrenspitze (2.163 m),
- Rote Flüh (2.111 m),
- Schartschrofen (1.968 m),
- Schneidspitze (2.009 m),
- Kelleschrofen (2.091m).